# Újpest Football Club
L'Újpest Football Club és un club de futbol hongarés, de la ciutat de Budapest Va ser fundat el 1885 i actualment juga a la primera divisió de la lliga hongaresa.

## Història
- 1885: fundació del club amb el nom Újpest TE
- 1926: el club es reanomena com Újpest FC
- 1944: el club es reanomena com Újpest TE
- 1949: el club es reanomena com Budapesti Dózsa
- 1956: el club es reanomena com Újpest Dózsa SC
- 1959: primera participació en la Copa d'Europa (temporada 1959/60)
- 1991: el club es reanomena com Újpest TE
- 2000: el club es reanomena com Újpest FC

## Palmarès

### Tornejos nacionals
- Lliga hongaresa (20): 1930, 1931, 1933, 1935, 1939, 1945, 1946, 1947, 1960, 1969, 1970, 1971, 1972, 1973, 1974, 1975, 1978, 1979, 1990, 1998
- Copa hongaresa (10): 1969, 1970, 1975, 1982, 1983, 1987, 1992, 2002, 2014, 2018
- Supercopa hongaresa (3): 1992, 2002, 2014

### Tornejos internacionals
- Copa Mitropa (2): 1929, 1939
- Subcampió de la Copa de Fires (1): 1969

### Tornejos amistosos
- Trofeu Joan Gamper: 1970

## Seccions
L'Újpest FC és una branca del Újpesti TE (Újpesti Torna Egylet), un club poliesportiu que inclou seccions com hoquei gel, waterpolo, atletisme, lluita, judo, piragüisme, karate, boxa, pentatló modern, tir olímpic, gimnàstica, triatló, natació i esgrima.